# 無量大数
無量大数（むりょうたいすう）は、漢字文化圏（漢字圏）における数の単位の一つ。漢字文化圏において名前がついている最大のものである。また、無量大数がいくつを示すかは時代や地域により異なり、現在でも人により解釈が分かれる。一般的には1068を指すが、1088とする人もいる。

## 概略
無量大数は、元の朱世傑による『算学啓蒙』において極以上の他の単位とともに初めて登場した無量数に由来する。無量数は仏教用語からとられたものである。当時はすでに中数が使用されており、無量数は不可思議（10120）の万万倍で10128となる。
日本では、『塵劫記』の寛永8年の版で無量大数として初めて登場する。この版では、載と極の間までを万進、極と恒河沙の間以上を万万進としたため、無量大数は不可思議（1080）の万万倍で1088となる。寛永11年版で万進に統一され、無量大数は不可思議（1064）の万倍の1068となった。ただし、今日でも寛永8年版を根拠に無量大数を1088とする人もいる。
『塵劫記』では、版を重ねるごとに「無量」と「大数」の間にできた傷の間隔が広がり、後の版では「無量」と「大数」という別の数とされるようになった。この場合は、「無量」が1068、「大数」が1072ということになる。現在において、「無量」と「大数」が別の数として紹介されることもあるが、「無量大数」で一つの数とする方が一般的である。

漢字文化圏で定着している命数法では、無量大数（無量数）が最大の数詞であるが、無量大数よりも大きい数にも独自の名前がつけられているものもある。
銀河系に含まれる原子の総数がおおよそ1無量大数に近いと考えられている。

## 命数の一覧表
無量大数の位および前後の位の命数は以下のようになる。下数・上数が行われていた時代には無量数・無量大数は存在しなかったので、ここには掲載していない。
| 1064 | 1064+0 | 一不可思議 |
| ⋮    | ⋮      | ⋮          |
| 1067 | 1064+3 | 千不可思議 |
| 1068 | 1068+0 | 一無量大数 |
| 1069 | 1068+1 | 十無量大数 |
| 1070 | 1068+2 | 百無量大数 |
| 1071 | 1068+3 | 千無量大数 |

| 1080 | 1080+0 | 一不可思議   |
| ⋮    | ⋮      | ⋮            |
| 1087 | 1080+7 | 千万不可思議 |
| 1088 | 1088+0 | 一無量大数   |
| 1089 | 1088+1 | 十無量大数   |
| 1090 | 1088+2 | 百無量大数   |
| 1091 | 1088+3 | 千無量大数   |
| 1092 | 1088+4 | 一万無量大数 |
| 1093 | 1088+5 | 十万無量大数 |
| 1094 | 1088+6 | 百万無量大数 |
| 1095 | 1088+7 | 千万無量大数 |

| 10120 | 10120+0 | 一不可思議   |
| ⋮     | ⋮       | ⋮            |
| 10127 | 10120+7 | 千万不可思議 |
| 10128 | 10128+0 | 一無量数     |
| 10129 | 10128+1 | 十無量数     |
| 10130 | 10128+2 | 百無量数     |
| 10131 | 10128+3 | 千無量数     |
| 10132 | 10128+4 | 一万無量数   |
| 10133 | 10128+5 | 十万無量数   |
| 10134 | 10128+6 | 百万無量数   |
| 10135 | 10128+7 | 千万無量数   |

## 使用例
17×17の格子状の道について、同じところを2度通らない道順の数
63無量大数4481不可思議4611那由他2379阿僧祇6397恒河沙1310極2975載4079正5524澗4004溝4944穣3986𥝱8664垓8069京3646兆3693億8785万5336通り